# Salomonische Fußballnationalmannschaft (U-23-Männer)
Die salomonische U-23-Fußballnationalmannschaft ist eine Auswahlmannschaft salomonischer Fußballspieler, die der Solomon Islands Football Federation unterliegt. Sie repräsentiert den Verband bei internationalen Freundschaftsspielen wie auch bei der Ozeanien-Qualifikation für die Olympischen Sommerspiele.

## Geschichte
Erstmals nahm die Mannschaft an dem Qualifikationsturnier im Jahr 1996 teil und verpasste hier über den vierten Platz die Qualifikation für die Spiele. Das Turnier im Jahr 1999 wurde dann erstmals in zwei Gruppen ausgetragen und hier sicherte sich das Team mit drei Siegen den ersten Platz seiner Gruppe. Im Halbfinale siegte man dann auch mit 3:1 über Papua-Neuguinea, verlor jedoch dort mit 1:4 gegen Neuseeland. Bei dem Turnier im Jahr 2004 wiederum scheiterte die Mannschaft bereits in der Gruppenphase und schloss diese auf dem vorletzten Platz seiner Gruppe ab.
In der Qualifikation für die Spiele im Jahr 2008 reichte es nur knapp nicht für die Qualifikation, da man mit Abstand von drei Punkten auf den Sieger Neuseeland nur auf dem zweiten Platz landete. Grund hierfür war auch eine 0:2-Niederlage gegen diese. Auch bei der Austragung im Jahr 2012 scheiterte man bereits in der Gruppenphase wieder. Ähnliches passierte dann auch bei dem Turnier 2015, wo man sich als einzige Mannschaft, die dem IOC angehörte, nicht für die nächste Runde qualifizierte.
Erst bei der Qualifikation im Jahr 2019 lief es wieder besser und mit sechs Punkten sicherte man sich den zweiten Platz in seiner Gruppe. Durch ein knappes 1:0 siegte man dann auch im Halbfinale über Vanuatu. Erst im Finale scheiterte man dann doch relativ deutlich mit einer 0:5-Niederlage an Neuseeland.

## Ergebnisse bei Turnieren
| Jahr | Platzierung        |
| ---- | ------------------ |
| 1991 | nicht teilgenommen |
| 1996 | 4. Platz           |
| 1999 | 2. Platz           |
| 2004 | Gruppenphase       |
| 2008 | 2. Platz           |
| 2012 | Gruppenphase       |
| 2015 | Gruppenphase       |
| 2019 | 2. Platz           |